# Gaston Gallimard
Gaston Gallimard (18 de janeiro de 1881 - 25 de dezembro de 1975) foi um editor francês.
Fundou a La Nouvelle Revue Française em 1909, juntamente com André Gide e Jean Schlumberger. Em 1919, ele criou sua própria editora, chamada Librairie Gallimard, embora continuasse a trabalhar em estreita colaboração com a NRF. Éditions Gallimard é uma das principais editoras francesas.
Na Segunda Guerra Mundial, durante a ocupação alemã de Paris, uma "mesa redonda" de intelectuais franceses e alemães reuniu-se no Georges V Hotel, incluindo Gallimard, os escritores Ernst Junger, Paul Morand, Jean Cocteau e Henry Millon de Montherlant e o jurista Carl Schmitt.

## Trabalhos

### Textos de Gaston Gallimard
- Friedrich Hebbel, Judith,tragédia em cinco atos traduzido do alemão por Gaston Gallimard & Pierre de Lanux. Paris, Éditions de la Nouvelle Revue française, 1911.
- « Il a inventé des auteurs, un public », En souvenir de René Julliard, Paris, René Julliard, 1963, p. 50.

### Correspondências
- Jean Paulhan / Gaston Gallimard, Correspondência, edição estabelecida, apresentada e comentada por Laurence Brisset, Gallimard, 2011.
- Marcel Proust / Gaston Gallimard, Correspondência, edição, apresentada e anotada por Pascal Fouché, Paris, Gallimard, 1989.
- Jacques Rivière / Gaston Gallimard, Correspondência 1911-1924, edição, apresentada e anotada por Pierre-Edmond Robert em colaboração com Alain Rivière, Paris, 1881